# Action Man

Logo del personaggio

Action Man è un personaggio nato come action figure (prodotto prima da Palitoy e poi da Hasbro) e poi diventato protagonista di diverse serie animate.

## Storia
L'action figure di Action Man fu inizialmente prodotto dalla Palitoy Ltd. di Coalville, Leicestershire, dal 1966 al 1984. Il personaggio era ispirato all'americano G.I. Joe, di cui la Palitoy aveva acquistato la licenza, differendo dall'originale principalmente per la divisa militare britannica anziché statunitense. Nel 1993 Action Man fu acquisito dalla Hasbro, che lo trasformò in un avventuriero senza riferimenti militari. La versione della Hasbro è quella più nota in Italia.
La maggior parte del merchandise del marchio Action Man è incentrato su veicoli speciali ed equipaggiamenti, ma si è esteso anche ad articoli per la scuola e videogiochi, riscuotendo un enorme successo commerciale.
In Italia è stato distribuito dalla GiG.

## Serie animate
La prima serie animata di Action Man, pur prodotta in Gran Bretagna, ha il tratto tipico dei comics statunitensi, arricchito dall'uso massiccio di grafica computerizzata e modelli 3D. In Italia, la serie è andata in onda sui canali Mediaset, con il doppiaggio in lingua italiana curato da Deneb Film.
Nella serie animata, il personaggio di Action Man è stato più chiaramente caratterizzato. Il suo nemico mortale è lo scienziato pazzo Dottor X, che si serve dei suoi soldati Skullmen per le sue malefatte. In seguito a un incidente, Action Man ha perduto gran parte dei suoi ricordi, tanto che non conosce neppure il proprio nome di battesimo. Uno speciale computer gli consente, al termine di ogni puntata, di recuperare qualche flash del suo passato.
Inoltre, all'inizio e alla fine di ogni puntata, compariva la versione umana di Action Man, interpretata dall'attore britannico Mark Griffin, che compariva all'inizio nelle sequenze dal vivo facenti da prologo ad ogni episodio e alla fine per dare consigli ai giovani spettatori.